# Elijah Clarance
Elijah Marcus Clarance (* 3. Juli 1998 in Malmö) ist ein schwedischer Basketballspieler.

## Laufbahn
Clarance wuchs im Malmöer Stadtteil Nydala, einem sozialen Brennpunkt, auf. Der Basketballsport habe ihn davor bewahrt, auf die schiefe Bahn zu geraten, blickte Clarance im Februar 2019 auf seine Kindheit und Jugend zurück. Er spielte im Nachwuchsbereich des Malbas Basketbollklubb und dann von 2014 bis 2017 an der St. Maria Goretti High School in der Stadt Hagerstown im US-Bundesstaat Maryland. In der Saison 2017/18 spielte der Linkshänder für die Hochschulmannschaft der Illinois State University in den USA und erzielte in 21 Spielen im Durchschnitt 2,7 Punkte je Begegnung.
Bei der U20-Europameisterschaft im Sommer 2018 überragte Clarance als bester Korbschütze des Turniers (22,4 Punkte/Spiel), entschloss sich anschließend, die Illinois State University zu verlassen und ins Profilager zu wechseln. Mit seinen Leistungen bei der U20-EM weckte der Schwede das Interesse von Gordon Herbert, dem damaligen Cheftrainer des Bundesligisten Skyliners Frankfurt, der ihn an den Main holte. Dort wurde Clarance Teil des Bundesligaaufgebots sowie der zweiten Mannschaft in der 2. Bundesliga ProB. Im Februar 2019 bestritt er sein erstes A-Länderspiel für Schweden.
Mit Beginn des Spieljahres 2019/20 verliehen ihn die Frankfurter für ein Jahr an den niederländischen Erstligisten New Heroes Den Bosch. Im Anschluss an die Saison 2019/20 war er zunächst vereinslos, im Januar 2021 unterschrieb der Schwede einen Vertrag beim kroatischen Erstligisten KK Vrijednosnice Osijek. Zur Saison 2021/22 wechselte er zur montenegrinischen Mannschaft Lovćen 1947. Für Lovćen erzielte er bis zum Ende des Spieljahres 2021/22 in zehn Einsätzen in der Adriatischen Basketballliga einen Durchschnitt von 18,5 Punkten.
Ende Dezember 2022 schloss sich der Schwede VEF Riga (Lettland) an, nachdem er zuvor mehrere Monate ohne Verein gewesen war. Er spielte bis Oktober 2023 für Riga. Ende Januar 2024 wurde er von Atomerőmű SE (Ungarn) verpflichtet. Für die Mannschaft erzielte er in 15 Einsätzen annähernd 20 Punkte. Im Anschluss an die Saison in Europa wechselte Clarance zu den Dorados de Chihuahua nach Mexiko.